# Ультрахолодні нейтрони
Ультрахолодні нейтрони (УХН) — це вільні нейтрони, які можуть зберігатися в пастках, виготовлених із певних матеріалів. Зберігання засноване на відбитті УХН такими матеріалами під будь-яким кутом падіння.

## Властивості
Відбиття зумовлене когерентною сильною взаємодією нейтрона з атомними ядрами. Його можна квантово-механічно описати за допомогою ефективного потенціалу, який зазвичай називають псевдопотенціалом Фермі або нейтронно-оптичним потенціалом. Відповідна швидкість називається критичною швидкістю матеріалу. Нейтрони відбиваються від поверхні, якщо нормальна до відбиваючої поверхні компонента швидкості менша або дорівнює критичній швидкості.
Оскільки нейтронно-оптичний потенціал більшості матеріалів нижчий за 300 неВ, кінетична енергія падаючих нейтронів не повинна перевищувати це значення, щоб відбиватися під будь-яким кутом падіння, особливо для нормального падіння. Кінетична енергія 300 неВ відповідає максимальній швидкості 7,6 м/с або мінімальній довжині хвилі 52 нм. Оскільки їх густина зазвичай дуже мала, УХН також можна описати як дуже розріджений ідеальний газ з температурою 3,5 мК. Крім того, для розробки оптичних компонентів холодних нейтронів використовуються матеріали з високим оптичним потенціалом (~ 1 мкЕВ).
Через малу кінетичну енергію УХН вплив гравітації є значним. Таким чином, траєкторії параболічні. Кінетична енергія УХН перетворюється в потенціальну енергію висоти з ~102 неВ/м.
Магнітний момент нейтрона, створений його спіном, взаємодіє з магнітними полями. Повна енергія змінюється на ~60 неВ/Тл.

## Історія
Саме Енріко Фермі першим зрозумів, що когерентне розсіювання повільних нейтронів призведе до ефективного потенціалу взаємодії для нейтронів, що подорожують через речовину, що буде позитивним для більшості матеріалів. Наслідком такого потенціалу було б повне відбиття нейтронів, які досить повільно падають на поверхню під кутом огляду. Цей ефект був експериментально продемонстрований Фермі та Волтером Генрі Зінном і Фермі та Леоною Маршалл. Зберігання нейтронів з дуже низькою кінетичною енергією було передбачено Яковом Борисовичем Зельдовичем і експериментально реалізовано одночасно групами в Дубні і Мюнхені.

## Виробництво УХН
Існують різні способи виробництва УХН. Побудовані та експлуатуються такі об'єкти:
1. Використання горизонтальної вакуумної труби з реактора, вигнутої таким чином, щоб усі, крім УХН, поглиналися стінками труби, перш ніж досягти детектора.[6]
2. Нейтрони, які переносяться з реактора через вертикальний вивід близько 11 метрів, сповільнюються гравітацією, тому лише ті, які мали ультрахолодну енергію, можуть досягти детектора у верхній частині труби.[7]
3. Нейтронна турбіна, в якій нейтронів при 50 м/с спрямовані проти лопаток турбінного колеса з тангенціальною швидкістю 25 м/с, з якого нейтрони виходять після багаторазового відбиття зі швидкістю близько 5 м/с.[8][9][10]
4. Після того, як протони прискорюються приблизно до 600 МеВ, вони стикаються зі свинцевою мішенню та виробляють нейтрони сколювання. Ці нейтрони термалізуються, наприклад, у важкій воді, а потім сповільнюються, наприклад, у рідкому або твердому дейтерії, щоб стати холодними. Остаточне виробництво УХН відбувається шляхом розсіювання у твердому дейтерії. Таке джерело УХН[11] було реалізовано в Інституті Пауля Шеррера, Швейцарія[12], в Національній лабораторії Лос-Аламоса, США, в джерелі нейтронів у Національному науковому центрі «Харківський фізико-технічний інститут»[13].

## Відбивні матеріали
| матеріал: | VF       | vC       | η(10−4) |
| берилій   | 252 неВ  | 6,89 м/с | 2,0–8,5 |
| BeO       | 261 неВ  | 6,99 м/с |         |
| Нікель    | 252 неВ  | 6.84 м/с | 5.1     |
| Алмаз     | 304 неВ  | 7,65 м/с |         |
| Графіт    | 180 неВ  | 5.47 м/с |         |
| Залізо    | 210 неВ  | 6.10 м/с | 1.7–28  |
| Мідь      | 168 неВ  | 5.66 м/с | 2.1–16  |
| Алюміній  | 0 54 неВ | 3.24 м/с | 2.9–10  |

Будь-який матеріал з позитивним нейтронно-оптичним потенціалом може відбивати УХН. У таблиці праворуч подано (неповний) список матеріалів, що відбивають УХН, включаючи висоту оптичного потенціалу нейтронів (VF) і відповідну критичну швидкість (vC). Висота нейтронно-оптичного потенціалу залежить від ізотопу. Найвище відоме значення VF виміряно для 58Ni: 335 неВ (vC = 8.14 м/с). Він визначає верхню межу діапазону кінетичної енергії УХН.
Найбільш широко використовуваними матеріалами для покриття стін УХН є берилій, оксид берилію, нікель (включно з 58Ni) і останнім часом також алмазоподібний вуглець.
Немагнітні матеріали, такі як алмазоподібний вуглець, зазвичай є кращими для використання з поляризованими нейтронами. Магнітні центри в Ni можуть призвести до деполяризації таких нейтронів при відбитті. Якщо матеріал намагнічений, оптичний потенціал нейтронів різний для двох поляризацій, спричинених
{\displaystyle V_{F}(pol.)=V_{F}(unpol.)\pm \mu _{N}\cdot B}
де {\displaystyle \mu _{N}} — магнітний момент нейтрона і {\displaystyle B=\mu _{0}\cdot M} магнітне поле, створене на поверхні намагніченістю.
Кожен матеріал має певну ймовірність втрати на відбиття,
{\displaystyle \mu (E,\theta )=2\eta {\sqrt {\frac {E\cos ^{2}\theta }{V_{F}-E\cos ^{2}\theta }}}}
яка залежить від кінетичної енергії падаючих УХН (E) і кута падіння (θ). Це викликано поглинанням і тепловим розсіюванням. Коефіцієнт втрат η не залежить від енергії і зазвичай становить близько 10−4 до 10−3.

## Експерименти з УХН
Виробництво, транспортування та зберігання УХН наразі мотивується їх корисністю як інструменту для визначення властивостей нейтрона та вивчення фундаментальних фізичних взаємодій. Експерименти зі зберіганням покращили точність або верхню межу деяких нейтронних фізичних величин.

### Вимірювання часу життя нейтрона
Сучасне середньосвітове значення тривалості життя нейтрона становить {\displaystyle 885.7\pm 0.8\,} с, до чого експеримент Арзуманова та ін. вносить найбільший внесок. посилання виміряно {\displaystyle \tau _{n}=885.4\pm 0.9_{\mathrm {stat} }\pm 0.4_{\mathrm {syst} }\,} с шляхом зберігання УХН у пляшці з матеріала, покритого олією Fomblin (перфторполіефірне вакуумне масло). Використання пасток із різними співвідношеннями поверхні та об'єму дозволило їм відокремити час розпаду зберігання та час життя нейтронів один від одного. Є ще один результат із ще меншою невизначеністю, але який не входить до середньосвітового значення. Його було отримано Серебровим та ін., які знайшли {\displaystyle 878.5~\pm 0.7_{\mathrm {stat} }\pm 0.4_{\mathrm {syst} }\,} с. Таким чином, два найбільш точно виміряних значення відрізняються на 5,6 σ.

### Вимірювання електричного дипольного моменту нейтрона
Електричний дипольний момент нейтрона є мірою розподілу позитивного та негативного заряду всередині нейтрона. Станом на жовтень 2019 року електричний дипольний момент нейтрона не знайдено. Найнижче значення для верхньої межі електричного дипольного моменту нейтрона було виміряно за допомогою УХН, що зберігаються (див. основну статтю).

### Спостереження гравітаційної взаємодії нейтрона
Фізики вперше спостерігали квантовані стани матерії під дією гравітації. Валерій Несвіжевський з Інституту Лауе-Ланжевена та його колеги виявили, що холодні нейтрони, що рухаються в гравітаційному полі, не рухаються плавно, а стрибають з однієї висоти на іншу, як це передбачено квантовою теорією. Це відкриття можна використати для дослідження таких фундаментальних фізичних аспектів, як принцип еквівалентності, згідно з яким різні маси прискорюються з однаковою швидкістю в гравітаційному полі . Спектроскопія УХН була використана для обмеження сценаріїв, включаючи темну енергію, поля хамелеонів і нові короткодіючі сили.

### Пошук коливань нейтронів до дзеркальних нейтронів
Див. Дзеркальна матерія

### Вимірювання А-коефіцієнта кореляції бета-розпаду нейтрона
Перше вимірювання бета-асиметрії за допомогою УХН було проведено групою з Лос-Аламоса в 2009 році. Наступного року група LANSCE опублікувала точні вимірювання з поляризованими УХН. Подальші вимірювання, проведені цими та іншими групами, привели до поточного середньосвітового значення:
{\displaystyle A_{0}=-0.1184\pm 0.0010}